# 卡洛莫縣

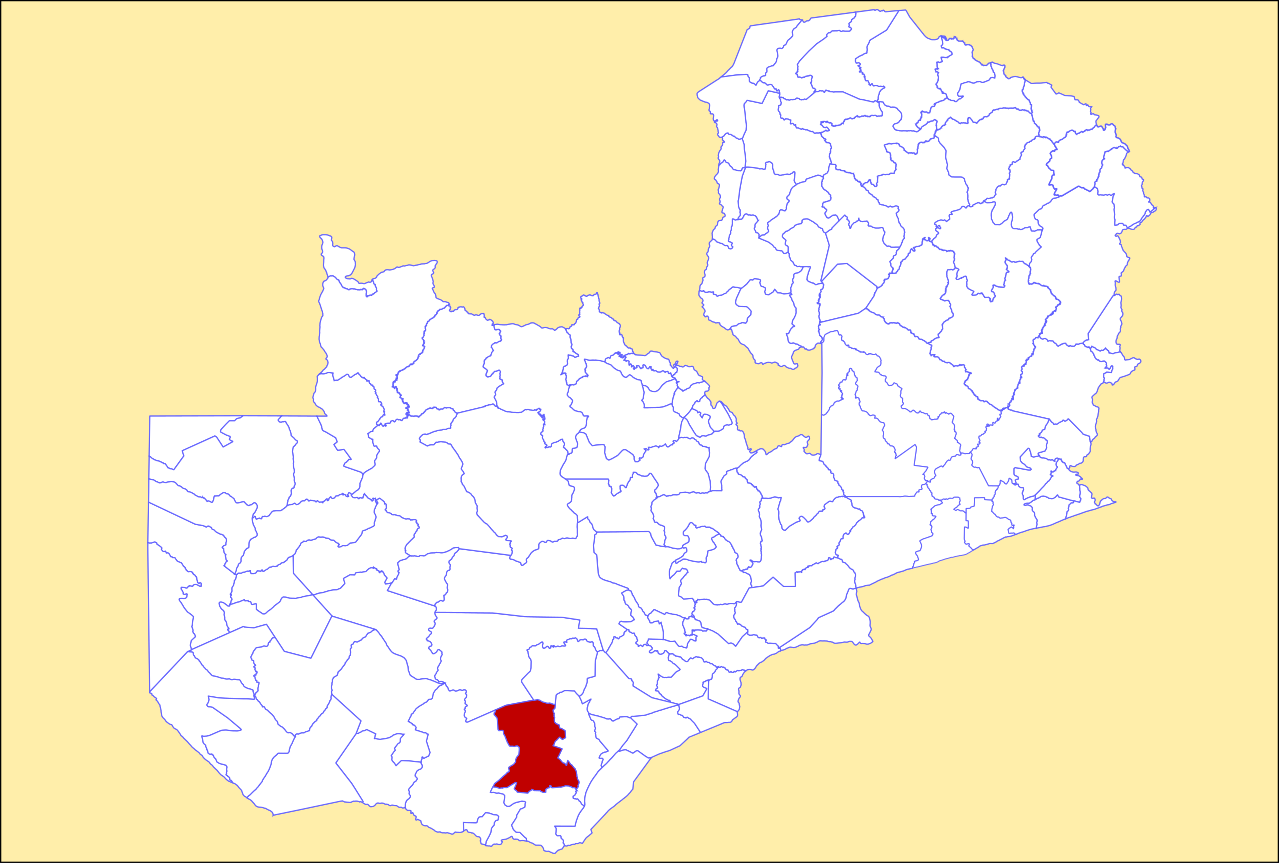

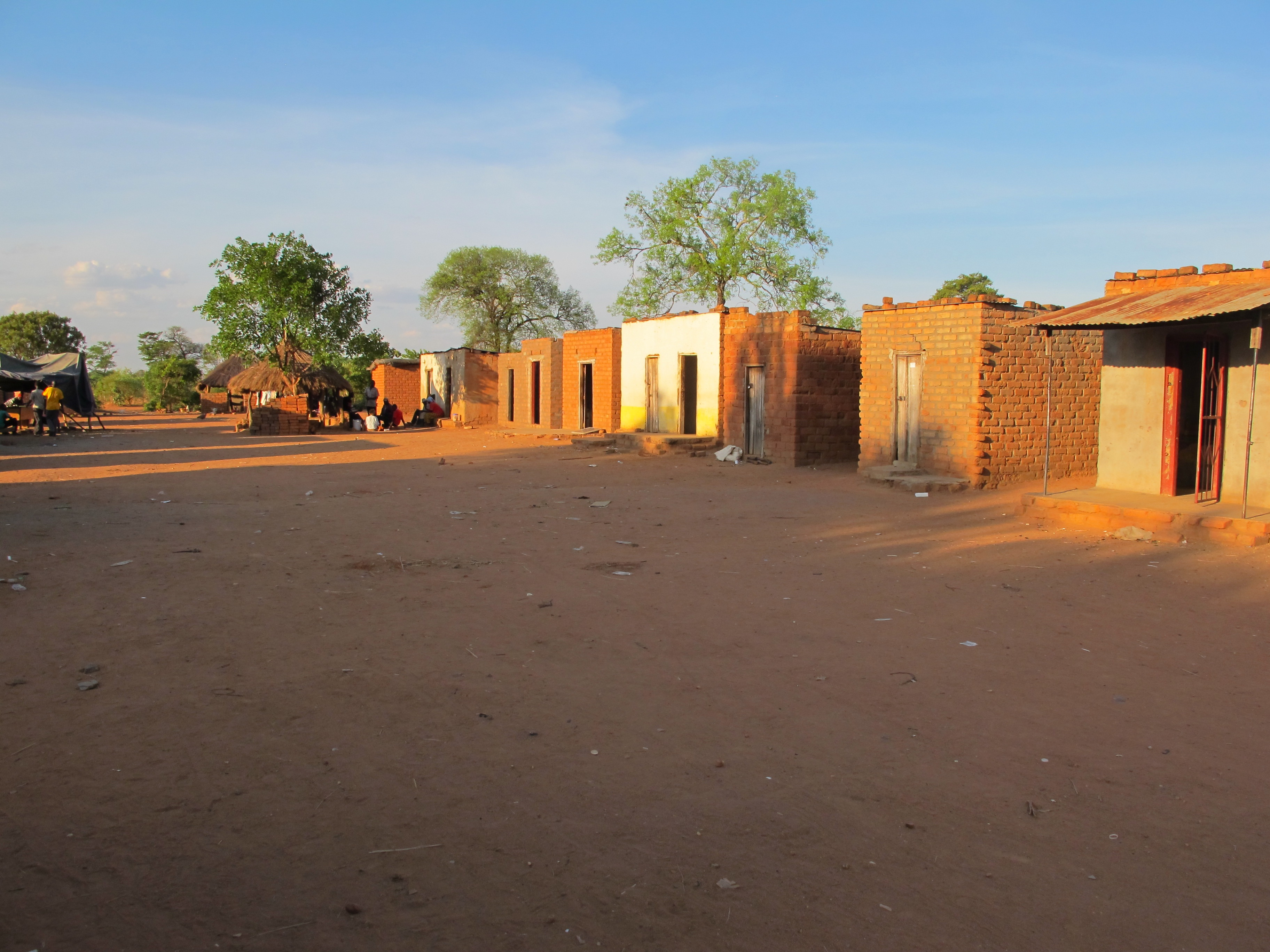
卡洛莫縣

17°00′S 26°05′E / 17.000°S 26.083°E
卡洛莫縣（英語：Kalomo District），是贊比亞的縣份，位於該國南部，由南部省負責管轄，首府設於卡洛莫，面積15,000平方公里，2010年該縣份人口258,570，人口密度每平方公里17.2人。